# 113395 Curtniebur
113395 Curtniebur este o planetă minoră (asteroid) din centura de asteroizi. A fost descoperită pe 26 septembrie 2002 la Observatorul Palomar de Near Earth Asteroid Tracking. 
Obiectul prezintă o orbită caracterizată de o semiaxă mare de 2,7735630427421 UAi, o excentricitate de 0,06, o înclinație de 6,1 ° în raport cu ecliptica.